# 태릉입구역
태릉입구역(Taereung Entrance Station, 泰陵入口驛)은 서울특별시 노원구 공릉1동에 있는 서울 지하철 6호선과 서울 지하철 7호선의 환승역이다. 개통되기 전에는 불암역이라고도 불리었다. 인근에 태릉이 있어 지금의 역명이 제정됐으나 실제 해당 시설물은 6호선 화랑대역에서 매우 가깝다.
1998년 6호선 환승 통로 공사 도중, 집중 호우로 인근 중랑천이 범람하면서 이 역이 직접적으로 침수 피해를 입어 7호선 전 구간의 운행이 중지되기도 했고, 결국 6호선 개통이 2000년 8월로 지연된 원인이 됐다. 서울 지하철 7호선은 심야에 1편성이 주박한다.

## 역사
- 1996년 10월 11일 : 서울 지하철 7호선 장암 ~ 건대입구 구간 개통으로 영업 개시
- 1998년 5월 2일 : 집중 호우로 인한 침수 사고로 영업 중지
- 2000년 8월 7일 : 서울 지하철 6호선 봉화산 ~ 상월곡 구간 개통으로 환승역이 됨

## 환승
환승은 매우 편리한 편이다. 6호선은 화랑대역 방면에, 7호선은 먹골역 방면에 환승 통로가 있으며, 6호선이 위에, 7호선이 아래에 있다. 4방위를 기준으로 할 때 역 L자 형태의 환승 동선이 나오며, 계단을 두 번만 이용하면 바로 환승할 수 있다. 그러나 휠체어, 유모차 이용자의 경우에는 환승 통로를 이용할 수 없으며, 엘리베이터를 이용하여 간접 환승을 하여야만 하는 불편함이 있다.
이 역에서 화랑대역 방면으로는 7번 출구나 8번 출구에서 시내버스로의 환승이 가능하다. 석계역 방면의 경우 1번 출구 측에 정류소가 있다.
7호선은 강남으로 연결되기 때문에 출근 수요가 많은 7호선 노원구 소재 지하철역에서 종로, 을지로 일대 도심으로 나가려면 반드시 4호선이나 6호선으로 환승하여야 하는데, 4호선 노원역의 경우 7호선과의 환승 거리가 매우 길기 때문에 대부분의 승객들이 6호선을 이용하여 환승한다. 아울러 7호선 중랑 지역에서 도심으로 나가기 위해서도 태릉입구역까지 올라가서 환승하는 것이 편리하다. 이러한 점에서 6, 7호선 태릉입구역은 유일한 환승역이다.

## 역 구조
두 노선 모두 2면 2선의 상대식 승강장이며, 스크린도어가 설치되어 있다. 출구는 8개가 있다.
6호선 화랑대역과 이 역 사이에서 7호선과의 연결 선로가 있다. 연결 선로는 7호선 먹골역과 이 역 사이로 연결된다. 6호선 일부 전동차들이 이 연결 선로를 이용하여 7호선의 도봉차량사업소로 이동하여 중검수를 받는다. 아울러, 7호선의 경우 이 역과 공릉역 사이로 열차 유치 선로가 있다. 석남발 태릉입구행 막차 1편성이 운행하고 있으며, 또한 태릉입구발 장암행 첫차의 기점이다.

### 승강장
- 승강장 번호는 별도로 지정되어 있지 않다.

- 6호선 승강장

| 석계 ↑   |
| \| 상    |
| ↓ 화랑대 |

- 7호선 승강장

| 공릉 ↑ |
| \| 상  |
| ↓ 먹골 |

| B2F 6호선 승강장 |                     |                                           |
| 상행             | ● 서울 지하철 6호선 | 석계 · 고려대 · 삼각지 · 응암 방면        |
| 하행             | ● 서울 지하철 6호선 | 화랑대 · 봉화산 · 신내 방면               |
| B4F 7호선 승강장 |                     |                                           |
| 상행             | ● 서울 지하철 7호선 | 공릉 · 노원 · 수락산 · 도봉산 · 장암 방면 |
| 하행             | ● 서울 지하철 7호선 | 상봉 · 강남구청 · 논현 · 온수 · 석남 방면 |

## 이용객 변동
6호선의 2000년 자료는 개통일인 2000년 8월 7일부터 12월 31일까지 147일간의 집계를 반영한 것이다.
| 노선  | 노선   | 일평균 인원수 (명/일) | 일평균 인원수 (명/일) | 일평균 인원수 (명/일) | 일평균 인원수 (명/일) | 일평균 인원수 (명/일) | 일평균 인원수 (명/일) | 일평균 인원수 (명/일) | 일평균 인원수 (명/일) | 일평균 인원수 (명/일) | 일평균 인원수 (명/일) | 각주  |
| 노선  | 노선   | 2000년                | 2001년                | 2002년                | 2003년                | 2004년                | 2005년                | 2006년                | 2007년                | 2008년                | 2009년                | 각주  |
| ----- | ------ | --------------------- | --------------------- | --------------------- | --------------------- | --------------------- | --------------------- | --------------------- | --------------------- | --------------------- | --------------------- | ----- |
| 6호선 | 승차   | 1,740                 | 3,801                 | 4,363                 | 4,628                 | 4,945                 | 5,113                 | 5,151                 | 5,184                 | 5,149                 | 5,213                 | [ 1 ] |
| 6호선 | 하차   | 1,699                 | 3,683                 | 4,216                 | 4,471                 | 4,832                 | 4,991                 | 5,059                 | 5,052                 | 5,020                 | 5,164                 | [ 1 ] |
| 6호선 | 승하차 | 3,439                 | 7,484                 | 8,579                 | 9,099                 | 9,777                 | 10,104                | 10,209                | 10,236                | 10,169                | 10,377                | [ 1 ] |
| 7호선 | 승차   | 7,275                 | 7,936                 | 8,017                 | 8,387                 | 8,730                 | 9,060                 | 8,785                 | 8,484                 | 8,465                 | 8,516                 | [ 1 ] |
| 7호선 | 하차   | 7,042                 | 7,446                 | 7,441                 | 7,631                 | 7,976                 | 8,093                 | 7,747                 | 7,457                 | 7,401                 | 7,544                 | [ 1 ] |
| 7호선 | 승하차 | 14,316                | 15,383                | 15,458                | 16,019                | 16,706                | 17,153                | 16,532                | 15,942                | 15,865                | 16,060                | [ 1 ] |
| 노선  | 노선   | 2010년                | 2011년                | 2012년                | 2013년                | 2014년                | 2015년                | 2016년                | 2017년                |                       |                       | [ 1 ] |
| 6호선 | 승차   | 5,203                 | 5,152                 | 5,116                 | 5,253                 | 5,433                 | 5,269                 | 5,279                 | 5,361                 |                       |                       | [ 1 ] |
| 6호선 | 하차   | 5,267                 | 5,351                 | 5,466                 | 5,998                 | 6,212                 | 6,168                 | 6,283                 | 6,439                 |                       |                       | [ 1 ] |
| 6호선 | 승하차 | 10,470                | 10,503                | 10,582                | 11,251                | 11,645                | 11,437                | 11,562                | 11,800                |                       |                       | [ 1 ] |
| 7호선 | 승차   | 8,338                 | 8,330                 | 8,472                 | 8,817                 | 9,092                 | 9,058                 | 9,192                 | 9,344                 |                       |                       | [ 1 ] |
| 7호선 | 하차   | 7,574                 | 7,669                 | 7,919                 | 8,128                 | 8,467                 | 8,499                 | 8,491                 | 8,567                 |                       |                       | [ 1 ] |
| 7호선 | 승하차 | 15,912                | 15,999                | 16,391                | 16,945                | 17,559                | 17,557                | 17,683                | 17,911                |                       |                       | [ 1 ] |

## 출구 및 주변 정보
1, 6, 7, 8번 출구는 6호선, 2, 3, 4, 5번 출구는 7호선의 출구이다.
- 1번 출구 : 월릉교, 월계3동행정복지센터
- 2번 출구 : 태릉마이크로병원, 태릉사거리
- 3번 출구 : 서울공릉초등학교, 동일로, 연세사랑병원
- 4번 출구 : 공릉1동, 공릉시장, 화랑지구대
- 5번 출구 : 공릉우체국
- 6번 출구 : 공릉2동 방면
- 7번 출구 : 묵1동행정복지센터, 다운복지관
- 8번 출구 : 서울특별시민방위교육장, 묵동교
- 공릉시장
- 공릉우체국
- 노인고용안정센터
- 신도아파트
- 신한은행 태릉입구지점
- 월릉교
- 태릉국제종합사격장
- 태릉민방위교육장
- 서울한천초등학교
- 중랑천
- 노원 프레미어스 엠코

## 사진

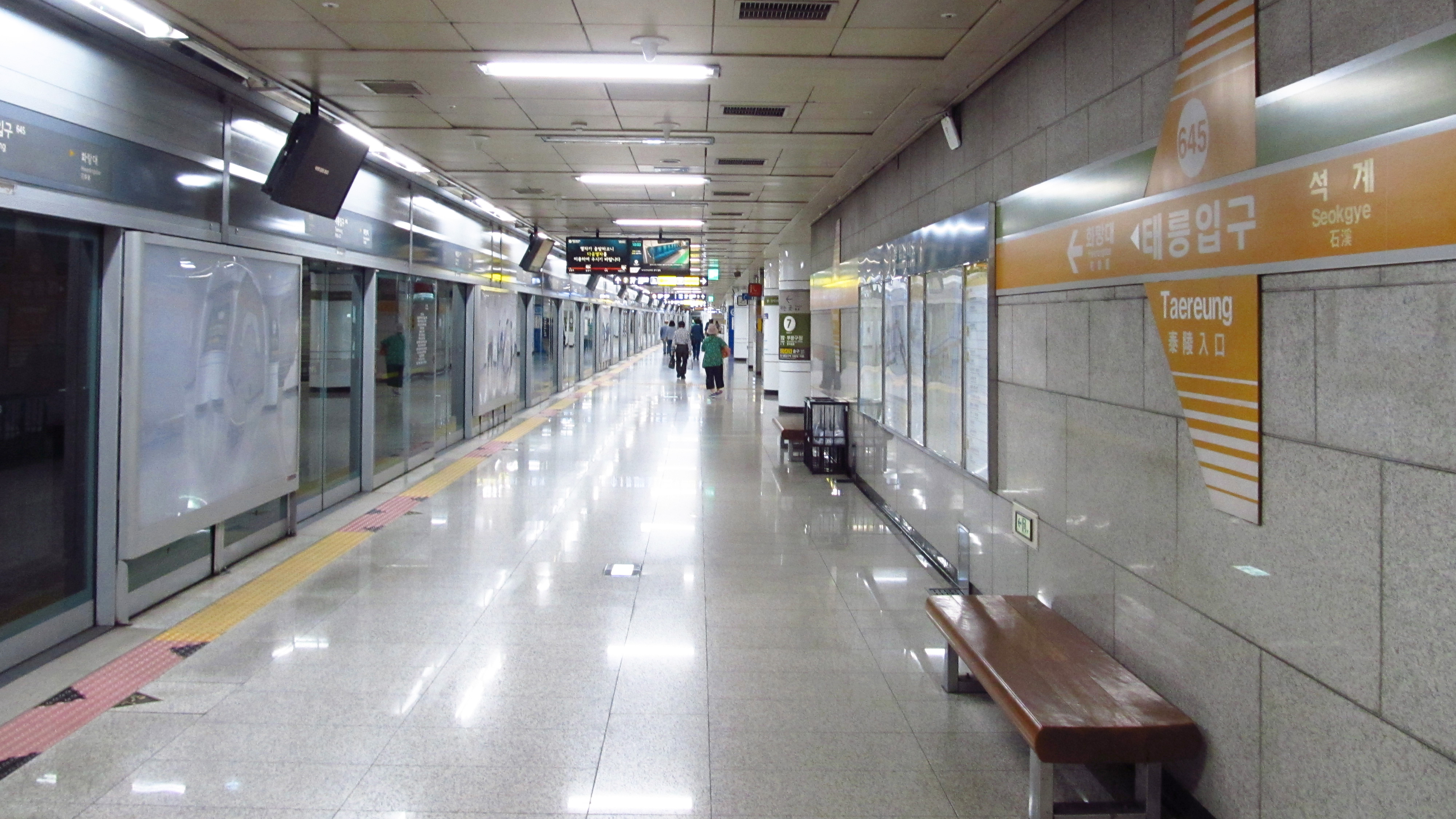
6호선 승강장(2018년 9월)
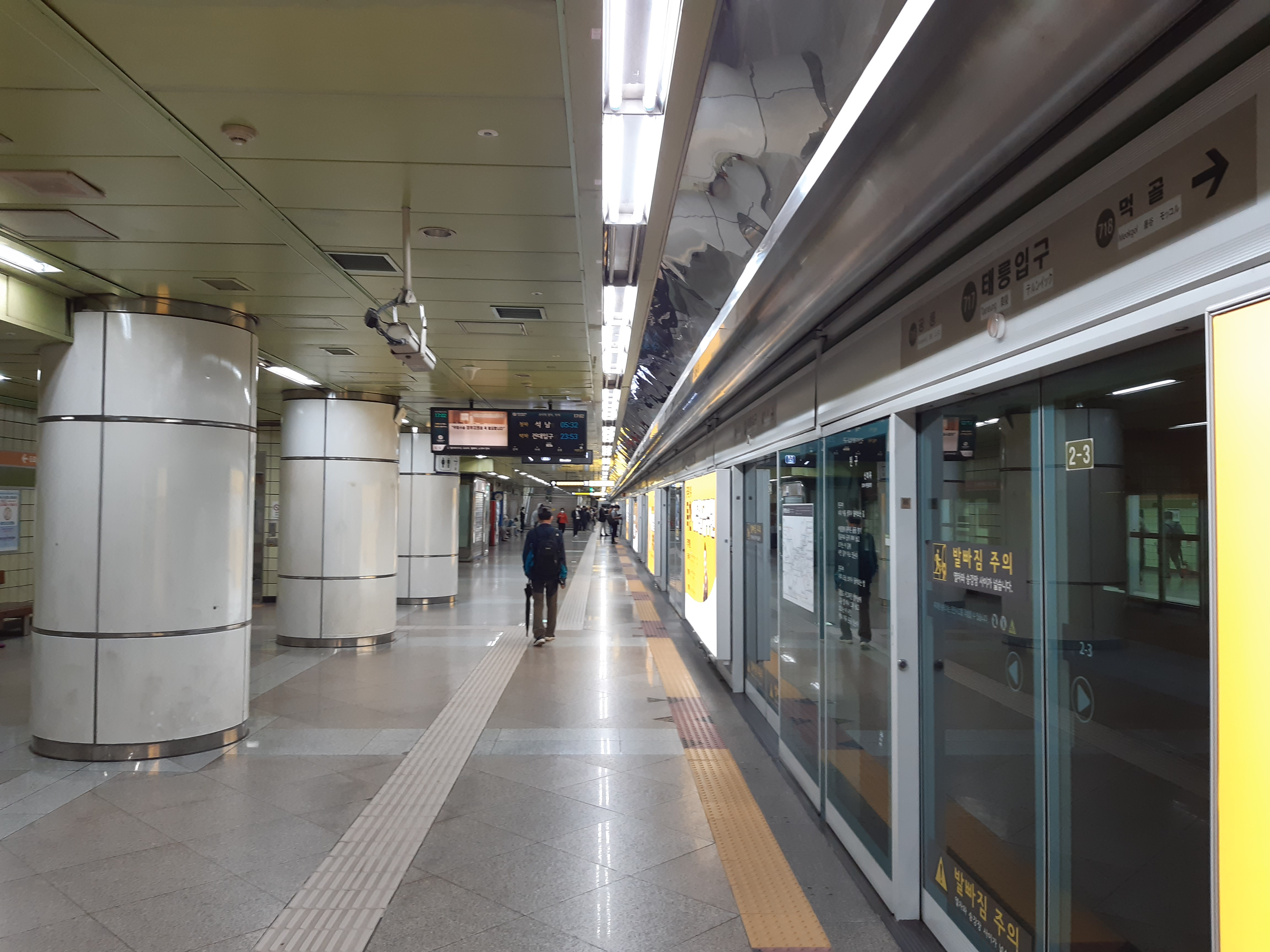
7호선 승강장
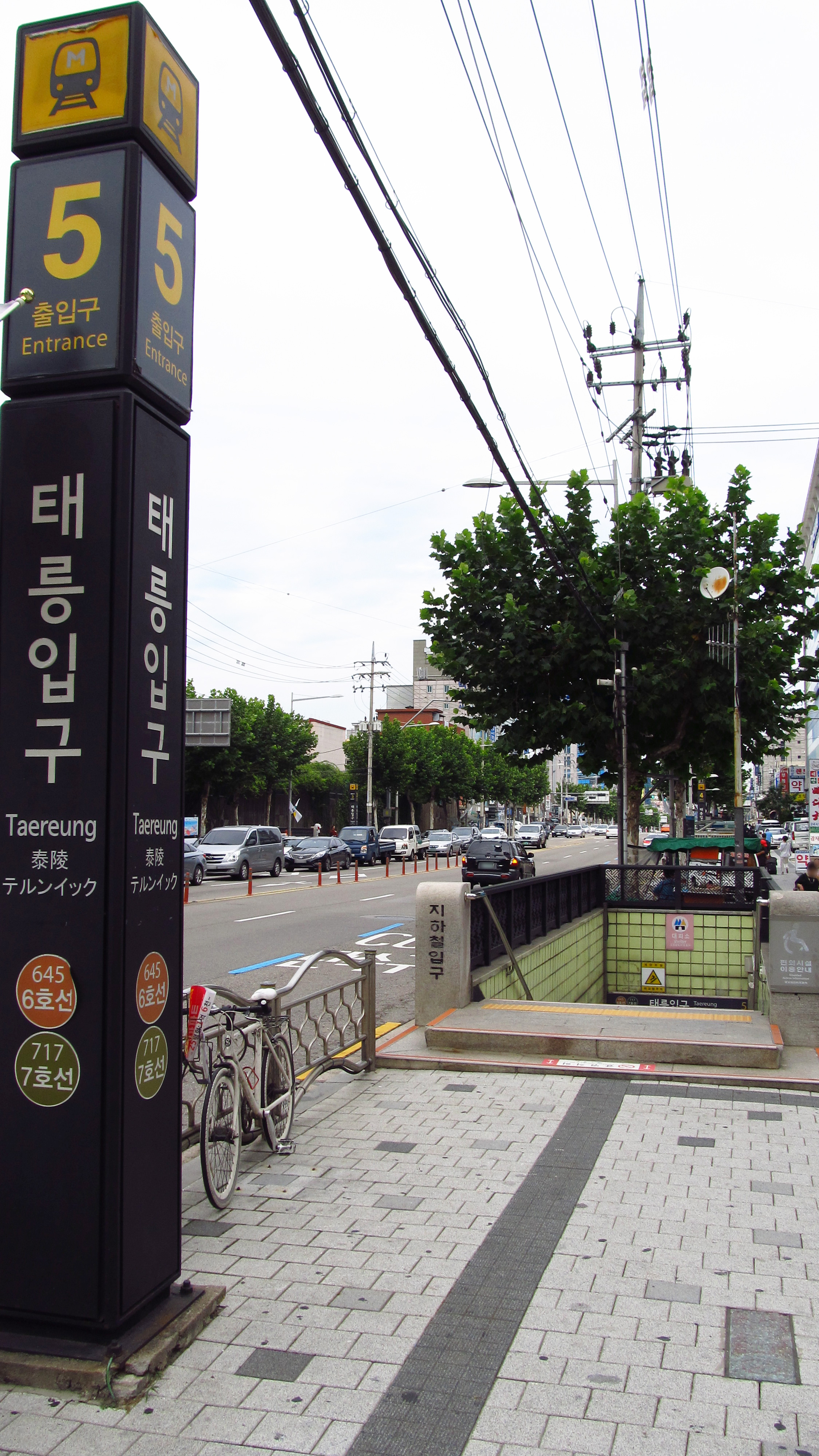
5번 출구

## 인접한 역
| 서울 지하철 6호선  | 서울 지하철 6호선   | 서울 지하철 6호선    |
| ------------------ | ------------------- | -------------------- |
| 644 석계 응암 순환 | ● 서울 지하철 6호선 | 646 화랑대 신내 방면 |
| 서울 지하철 7호선  |                     |                      |
| 716 공릉 장암 방면 | ● 서울 지하철 7호선 | 718 먹골 석남 방면   |